# Ardisia coarcta
Ardisia coarcta är en viveväxtart som beskrevs av Benjamin Clemens Masterman Stone. Ardisia coarcta ingår i släktet Ardisia och familjen viveväxter. Inga underarter finns listade i Catalogue of Life.